# Antelope, Kalifornija
Antelope je naseljeno područje za statističke svrhe u američkoj saveznoj državi Kalifornija. Prema popisu stanovništva iz 2010. u njemu je živjelo 45,770 stanovnika.